# اسرائیل آرساماکوف
اسرائیل آرساماکوف (روسی: Исраил Магомедгиреевич Арсамаков؛ زادهٔ ۸ فوریهٔ ۱۹۶۲) وزنه‌بردار اهل اتحاد جماهیر شوروی سوسیالیستی بود.